# Nelle terre estreme
Nelle terre estreme è un libro di Jon Krakauer, pubblicato nel 1996, che racconta la vita del nomade statunitense Christopher McCandless, ricostruita tramite gli scritti del suo diario e i racconti delle persone che lo incontrarono durante il suo viaggio verso l'Alaska. Il libro - bestseller negli USA e tradotto in 14 lingue - è l'espansione di un articolo di 9000 parole, titolato Morte di un innocente, apparso nel gennaio 1993 sul magazine Outside.

## Trama
Il libro racconta la storia del ventiduenne Christopher McCandless, un promettente neolaureato statunitense di famiglia borghese. Dopo aver ottenuto nel maggio 1990, con alti voti, la laurea all'Università Emory in Georgia, McCandless intraprende un lungo viaggio attraverso gli stati occidentali degli USA. La sua inquietudine, dovuta sia al complicato rapporto con la famiglia sia all'influenza delle letture di autori trascendentalisti, come Thoreau e Jack London, ma anche la sua volontà di separarsi da una società capitalista della quale non vuole fare parte, lo portano a girovagare per due anni nell'occidente degli Stati Uniti e nel Messico settentrionale, dopo aver donato averi e risparmi in beneficenza e con uno scarso equipaggiamento e preparazione fisica.
Al momento della partenza, il ragazzo cela la propria identità, presentandosi con lo pseudonimo di Alexander Supertramp. Krakauer presenta il giovane come una figura ascetica che intraprende una vita da nomade alla ricerca di sé stesso: la meta da raggiungere è l'Alaska, a piedi o con mezzi di fortuna. 
Durante il suo lungo viaggio verso il Grande Nord, sulla sua strada farà incontri con personaggi disparati: una coppia Hippy dai sani principi, un giovane trebbiatore del Dakota del Sud che gli permetterà di lavorare per un periodo nei suoi campi, una giovane cantautrice e infine, personaggio forse più rilevante, un anziano veterano chiuso nei suoi ricordi, a cui cambierà la vita con il suo messaggio di libertà e amore fraterno e dai quali riceverà la formazione necessaria per affrontare le sconfinate terre dell'Alaska. McCandless raggiunge il suo traguardo, dopo due anni di vita libera e indipendente senza contatti con la famiglia. La natura selvaggia e incontaminata gli fa comprendere che la felicità non alberga nelle cose materiali che circondano l'uomo, o nelle esperienze intese come eventi indipendenti, ma nella piena condivisione e nell'incontro incondizionato con l'altro. 
Nell'aprile del 1992, dopo cinque mesi di vita estrema in terre selvagge senza civilizzazione, nutrendosi di carne di animali e bacche alloggiando in un vecchio autobus abbandonato, McCandless decide di ritornare verso casa, avendo maturato pensieri di riconciliazione non solo con se stesso e con la famiglia ma anche con l'umanità intera. Quando McCandless sembra convinto di porre fine al suo viaggio, mangia per errore delle bacche velenose, andando incontro ad una lenta, dolorosa e inevitabile morte.
Il corpo del ragazzo verrà ritrovato in quei territori solitari a settembre dello stesso anno. McCandless non è impaurito e spaventato dalla morte ma ne è invece contento, sia per il fatto di morire in mezzo alla natura, sia perché solo nel luogo della sua morte lui si è sentito veramente realizzato. Accanto al cadavere fu ritrovato un diario che McCandless aveva inaugurato al suo arrivo in Alaska e che ha permesso di ricostruire le sue ultime settimane.

## Adattamento cinematografico
Nel 2007 l'attore e regista Sean Penn adattò per il grande schermo il romanzo, dirigendo Into the Wild - Nelle terre selvagge. Il regista si appassionò alla storia di Chris dopo aver letto il libro di Krakauer e si mobilitò per i diritti cinematografici, non riuscendo ad ottenerli immediatamente in quanto la famiglia di McCandless non si dimostrò entusiasta nel portare la storia del figlio sul grande schermo. Nonostante ciò il regista non si arrese, ma dovette aspettare dieci anni prima di iniziare le riprese del film. "Into the Wild" è uscito il 21 settembre 2007 negli Stati Uniti, mentre in Italia è uscito il 25 gennaio 2008 dopo essere stato presentato alla Festa Internazionale di Roma il 20 ottobre 2007. Il ruolo di Chris viene interpretato da Emile Hirsch, attore californiano che si dichiarò onorato di rendere memoria a Chris. Il giovane attore si aggiudicò il premio come migliore attore rivelazione dal National Board of Review per la sua drammatica interpretazione.
Il regista è stato in grado di raccontare con semplicità e sensibilità la storia del ragazzo senza farlo apparire come un eroe moderno. Penn non riporta la storia seguendo un ordine cronologico bensì facendo uso di flashback tra presente e passato. Il film non ripercorre solo le avventure on the road e gli incontri di Chris ma si impegna ad analizzare nel profondo le sensazioni ed i sentimenti del protagonista ed i suoi rapporti con la famiglia e la società. La troupe, per realizzare il film, dovette affrontare otto mesi di lavoro, mettendosi a confronto con le diverse condizioni climatiche del deserto del Nevada, le nevi del Monte McKinley e le rapide del fiume Colorado. Durante questo lavoro on the road sono state toccate 36 location e 4 sessioni di riprese in Alaska, nel Parco nazionale del Denali, ma anche Oregon, Nevada, Arizona, Dakota del Sud e California.
Grazie ad un gioco di contrasti tra natura e civiltà, il film sottolinea ed esalta la bellezza di molti paesaggi naturali ed incontaminati. Il film si suddivide in 5 capitoli (La mia nascita; L'adolescenza; La maturità; La famiglia; La conquista della saggezza), come se il viaggio rappresentasse l'inizio di una nuova vita. La storia viene raccontata dalla voce narrante di Carine McCandless, sorella di Chris, che ripercorre la vita del fratello sia nei momenti prima della laurea sia durante il suo viaggio, citando anche alcune frasi tratte dai libri preferiti di Chris. Il film si conclude con un'originale foto del ragazzo davanti al Magic Bus, il vecchio autobus abbandonato in cui ha vissuto durante la sua esperienza in Alaska. 
Dopo l'uscita del film nelle sale molti avventurieri amanti della natura hanno ripercorso le tappe del viaggio di Chris, per raggiungere il luogo dove egli è deceduto, quasi come fosse un pellegrinaggio.
La colonna sonora del film è stata composta da Michael Brook con le canzoni di Eddie Vedder, cantante dei Pearl Jam. Il brano Guaranteed ha vinto il Golden Globe per la miglior canzone originale.

## Edizioni
- Nelle terre estreme. Storia di una fuga dalla civiltà, traduzione di L. Ferrari, S. Zung, Collana Saggi stranieri, Milano, Rizzoli, maggio 1997,  p. 270, ISBN 88-17-84517-5.
- Nelle terre estreme, Collana Exploits, Milano, Corbaccio, 2008, ISBN 978-88-7972-925-3.